# Зорькин, Геннадий Иванович
Геннадий Иванович Зорькин — советский футболист, полузащитник, тренер и судья.

## Биография
Начинал карьеру в родном городе, в команде «Нефтяник» играя на первенство Куйбышевской области.
В 1960 году перешёл в уфимский «Строитель», где за 6 сезонов провёл более 145 матчей на первенство СССР и забил 35 мячей. 23 августа 1961 года играл в Кубке СССР против команды высшей лиги ленинградского «Зенита» (0:2). 22 000 уфимских болельщиков впервые увидели клуб высшей лиги.
В 1966 году перешёл в куйбышевский «Металлург» (вслед за Каменевым, Никульниковым и Бобылёвым), который в том году стал победителем 3 зоны РСФСР. Как победитель зоны «Металлург» выступил в полуфинальном турнире чемпионата РСФСР в Калуге, где занял второе место вслед за хозяевами. В 1967 году стал капитаном «Металлурга».
С 1968 года стал выступать за липецкий «Металлург» в котором сразу стал лидером и легендарным капитаном команды. В 3 сезонах провёл 109 матчей на первенство СССР и забил 8 мячей. 9 и 13 мая 1970 года выступал за «Металлург» в матчах 1/16 финала кубка СССР против команды высшей лиги «Черноморец» (Одесса) (2:2 и 1:1). 18 000 липецких болельщиков впервые увидели клуб высшей лиги. Благодаря своей игре за команду стал одним из самых известных игроков липецкого футбола.
В 1971 году перешёл в тольяттинское «Торпедо» (вместе с партнёрами по уфимскому «Строителю» Агуреевым и Тебелевым). В 1972—1973 годах был капитаном команды. 2 мая 1974 года на тольяттинском стадионе «Труд», в присутствии пяти тысяч зрителей, торпедовцы победили волгоградскую команду «Баррикады» — 1:0. В той игре Зорькин сыграл свой последний матч за «Торпедо» и завершил карьеру из-за травмы. Вернулся в Липецк и позже стал футбольным судьёй республиканской категории.
В 1993 году возглавил первую липецкую женскую футбольную команду «Липчанка». Два года этот коллектив выступал во второй лиге первенства России и занимал пятые места.
В 2000 годах был членом бюро Президиума Липецкой региональной общественной организации «Федерация футбола».

## Достижения
командные
- Класс «Б» (D2) (1):
  - 3-е место (1): 1961
- Класс «Б» (D3) (4):
  - победитель (1): 1966
  - 2-е место (1): 1964
  - 3-е место (2): 1965, 1967

личные
- капитан команды (5 сезонов): 1967 (Металлург, Кбш), 1968—1969 (Металлург, Лип) и 1972—1973 (Торпедо, Тлт)
- более 350 матчей в первенствах страны

## Клубная статистика
| Выступление          | Выступление      | Выступление      | Лига | Лига | Кубки страны | Кубки страны | Прочие | Прочие | Итого | Итого |
| Клуб                 | Лига             | Сезон            | Игры | Голы | Игры         | Голы         | Игры   | Голы   | Игры  | Голы  |
| -------------------- | ---------------- | ---------------- | ---- | ---- | ------------ | ------------ | ------ | ------ | ----- | ----- |
| Строитель            | класс «Б»        | 1960             | 1    | 5    | —            | —            | —      | —      | 1     | 5     |
| Строитель            | класс «Б»        | 1961             | 23   | 2    | —            | —            | —      | —      | 23    | 2     |
| Строитель            | класс «Б»        | 1962             | 25   | 5    | 1            | 0            | —      | —      | 26    | 5     |
| Строитель            | класс «Б»        | 1963             | 26   | 7    | 1            | 0            | —      | —      | 27    | 7     |
| Строитель            | класс «Б»        | 1964             | 34   | 6    | 2            | 0            | —      | —      | 36    | 6     |
| Строитель            | класс «Б»        | 1965             | 36   | 10   | 2            | 0            | —      | —      | 38    | 10    |
| Строитель            | Итого            | Итого            | 145  | 35   | 6            | 0            | —      | —      | 151   | 35    |
| Металлург (Куйбышев) | класс «Б»        | 1966             | 1    | 4    | —            | —            | —      | —      | 1     | 4     |
| Металлург (Куйбышев) | класс «Б»        | 1967             | 1    | 4    | 1            | 0            | —      | —      | 2     | 4     |
| Металлург (Куйбышев) | Итого            | Итого            | 2    | 8    | 1            | 0            | —      | —      | 3     | 8     |
| Металлург (Липецк)   | класс «А»        | 1968             | 37   | 0    | 2            | 0            | —      | —      | 39    | 0     |
| Металлург (Липецк)   | класс «А»        | 1969             | 35   | 1    | —            | —            | —      | —      | 35    | 1     |
| Металлург (Липецк)   | класс «А»        | 1970             | 37   | 7    | 5            | 0            | —      | —      | 42    | 7     |
| Металлург (Липецк)   | Итого            | Итого            | 109  | 8    | 7            | 0            | —      | —      | 116   | 8     |
| Торпедо              | вторая лига      | 1971             | 36   | 3    | —            | —            | —      | —      | 36    | 3     |
| Торпедо              | вторая лига      | 1972             | 28   | 1    | —            | —            | —      | —      | 28    | 1     |
| Торпедо              | вторая лига      | 1973             | 29   | 0    | 0            | 0            | 1      | 1      | 30    | 1     |
| Торпедо              | вторая лига      | 1974             | 3    | 0    | —            | —            | —      | —      | 3     | 0     |
| Торпедо              | Итого            | Итого            | 96   | 4    | 0            | 0            | 1      | 1      | 97    | 5     |
| Всего за карьеру     | Всего за карьеру | Всего за карьеру | 352  | 55   | 14           | 0            | 1      | 1      | 367   | 56    |